# Charles Henri Lagrange
Pour les articles homonymes, voir Lagrange.
Charles Henri Lagrange est un mathématicien et astronome belge né le 2 décembre 1851 dans la commune bruxelloise de Saint-Josse-ten-Noode et mort le 15 février 1932 dans la commune bruxelloise de Watermael-Boitsfort. Il était le frère ainé d'Eugène Lagrange (physicien et mathématicien).

## Biographie
Le père de Charles Henri Lagrange, Jacques Eugène Lagrange (Deinze 02-07-1806, Bruxelles 04-08-1863), professeur de fortifications à l'École royale militaire de Bruxelles, lui communiqua l'amour des mathématiques tandis que sa mère, Élise Laurillard-Fallot (Namur 14-11-1828, Ixelles 11-10-1913), historienne et romancière, descendant d'une famille protestante, éveilla en lui l'esprit religieux, mais aussi le goût de l'histoire.
Charles Henri Lagrange entre à l'École royale militaire de Bruxelles en 1869 et en sort diplômé en 1874. Il y deviendra professeur dans ses matières de prédilection, la géodésie et l'astronomie. En même temps, il devient astronome-adjoint à l'Observatoire royal d'Uccle à Bruxelles, et y installe le méridien de Bruxelles. Après la publication d'ouvrages de hautes mathématiques, il entre à l'Académie Royale de Belgique en 1891. Il participera à des observations organisées au Mexique par une société d'astronomes de plusieurs pays, association qui aboutira, plus tard, à la fondation de l'Union astronomique internationale 
Sa carrière académique est marquée par de nombreuses publications de haute mathématique qui débouchent sur une vision métaphysique de l'univers et de l'histoire humaine considérées dans une perspective déterministe en prolongement de la thèse de Nicolas-Remi Brück sur la mathématique de l'histoire.
Il s'intéressa aussi à la concordance qu'il avait découvert entre la loi historique de Brück, la chronologie de la Bible et le message mathématique découvert dans la grande Pyramide de Chéops qu'il reliait au plan prophétique de la Révélation.
Ce livre eut un certain impact à l'époque dans les mileux protestants et marqua profondément la pensée de l'écrivain Jean Groffier qui encore en 1976 publia, inspiré des théories de Charles Henri Lagrange, Chéops, pharaon du début et de la fin des temps.
Resté célibataire, Charles Henri Lagrange décède sans enfants.

## Œuvre
La chronologie prophétique de Charles Lagrange (note critique) 
Extrait - Philippe Kah
École pratique des hautes études, 5e section, Sciences religieuses  Année 1970  Volume 83  Numéro 79  pp. 451-453
http://www.persee.fr/doc/ephe_0000-0002_1970_num_83_79_20632